# Nava Gókula
Nava Gókula je komunita Mezinárodní společnosti pro vědomí Krišny v obci Skavsko v okrese Kroměříž. 
Farma se nachází v areálu bývalého JZD. Stavba začala roku 2015. Obyvatelé se snaží o soběstačnost a přebytky prodávají na různých festivalech a akcích, které pořádají. Každou první sobotu v měsíci probíhá tzv. mahá brigáda. YouTube kanál komunity skýtá i duchovní přednášky. Komunita nabízí i letní tábory.
Farmu organizačně zaštiťuje zapsaný spolek Nava Gókula. Komunita vznikla prací původních členů Společnosti v Brně.